# Бурхан (буддизм)
Бурхан — обозначение будды в северном буддизме у народов монгольского круга (калмыки и буряты).
В переводе Библии на бурятский язык слово Бурхан является эквивалентом слова Бог. В бурятском шаманизме слово бурхан могло означать духа-хранителя определенного места, с которым могли производиться магические обряды призвания, кормления или изгнания. По мере распространения буддизма слово бурхан применялось для обозначения будды и/или боддхистатвы, включая Будду Шакьямуни.

## Список бурханов
- Бурхан багша (Будда Шакьямуни, Шигемуни)[3][4]. В Ацайском дацане с XVIII века действовал Шигемуни бурханай сумэ (малый храм бурхана Шакьямуни)
- Бурхан Майдари (Майтрейя) — будущий Будда. Его атрибутом является зеленая лошадь. Обычно изображался с золотой кожей. В честь бурхана Майдари устраивали хуралы с шествиями и состязаниями (Агинский дацан, Забайкальский край)[5]. В XIX веке 11-метровая сидящая статуя Майдар-бурхана была возведена в Анинском дацане[6]. Также храм этого бурхана (Майдари-сумэ) присутствовал в Загустайском дацане
- Абида бурхан (Амитабха)[7]
- Арьяа Баала бурхан (Авалокитешвара)[3][8] или Арьябаала — Будда великого сострадания. Ступа (субурган) для его почитания расположена в Санагинском дацане (Закаменский район, Республика Бурятия). Мантра Арьябаалы: Ом мани падме хум[9]
- Аюша Бурхан (Амитаюс) — Будда долгой жизни[9]. В Ацайском дацане с XVIII века действовал Аюшин сумэ (малый храм Аюши). Также храм этого бурхана (Аюши-сумэ) присутствовал в Загустайском дацане
- Очирвани (Ваджрапани, Шагдар сахюусан)[10]. Эманация Будды Акшобхьи. В нынешние время впервые Очирвани был утвержден сахюусаном Якутского дацана[11].
- Дэмчог бурхан (Чакрасамвара)[12]. В Ацайском дацане с XIX века действовал Дэмчог бурханай сумэ. Также храм этого бурхана (Демчок-сумэ) присутствовал в Загустайском дацане
- Гунриг бурхан (Вайрочана). В Ацайском дацане с XIX века действовал Гунриг бурханай сумэ. Также храм этого бурхана (Гунриг-сумэ) присутствовал в Загустайском дацане